# Список британских флагов

## Флаг Соединённого Королевства Великобритании и Северной Ирландии
| Флаг | Дата   | Применение                                                       | Описание |
| ---- | ------ | ---------------------------------------------------------------- | --- |
|      | 1801 — | Флаг Соединённого Королевства Великобритании и Северной Ирландии | Комбинация Шотландского белого Андреевского креста на голубом фоне, Ирландского красного Андреевского креста на белом фоне и Английского красного георгиевского креста. Этот флаг называется Union Jack. |

## Флаги частей Великобритании
| Флаг | Дата        | Часть                            | Описание |
| ---- | ----------- | -------------------------------- | --- |
|      | XIII век —  | Флаг английского королевства     | Красный георгиевский крест на белом фоне                                                                                             |
|      | 1973 — 1998 | Флаг провинции Северная Ирландия | С 1973 по 1998 применялся официально вместе с Union Jack. Республиканцы используют Флаг Ирландии, лоялисты — Флаг Северной Ирландии. |
|      | IX век —    | Флаг королевства Шотландия       | Белый андреевский крест на голубом фоне                                                                                              |
|      | 1959 —      | Флаг княжества Уэльс             | Красный дракон на зелёно-белом фоне                                                                                                  |

## Флаги областей, напрямую подчинённых британской короне (Crown dependencies)

### Нормандские острова
| Флаг | Дата   | Область             | Описание                                                                               |
| ---- | ------ | ------------------- | -------------------------------------------------------------------------------------- |
|      | 1985 — | Флаг острова Гернси | Красный георгиевский крест на белом фоне комбинированный с центральным золотым крестом |
|      | 1938 — | Флаг острова Сарк   | Крест св. Георгия, в красном кантоне два геральдических льва.                          |
|      |        | Флаг острова Джерси | Красный андреевский крест на белом фоне с коронованным гербом Джерси вверху в центре   |

### Остров Мэн
| Флаг | Дата | Область          | Описание |
| ---- | ---- | ---------------- | --- |
|      |      | Флаг острова Мэн | В центре красного флага изображение кельтского символа Трискелион (3 ноги в форме равностороннего треугольника) |

## ФлагиБританских Заморских территорий
| Флаг | Дата   | Заморская территория                                                                                         | Описание |
| ---- | ------ | --- | --- |
|      | 1960 — | Акротири и Декелии (Британские военные базы на Кипре)                                                        | Пока используется Union Jack |
|      | 1990 — | Флаг Ангильи                                                                                                 | Синий флаг (Blue Ensign) с гербом Ангильи (тремя дельфинами) |
|      | 1910 — | Флаг Бермуд                                                                                                  | Красный флаг (Red Ensign) с гербом Бермуд (Лев, Щит и причаливающий корабль) |
|      | 1963 — | Флаг Британских Антарктических территорий (международно-непризнанные территории, см. Антарктический договор) | Белый флаг (White Ensign) без георгиевского креста с Гербом Британских Антарктических территорий                                                                                     |
|      | 1960 — | Флаг Британских Виргинских островов                                                                          | Blue Ensign с Гербом Британских Виргинских островов (Дева с масляной лампой на зелёном фоне, окруженная одиннадцатью масляными лампами и девизом VIGILATE)                           |
|      | 1990 — | Флаг Британской территории в Индийском океане                                                                | 6 синих волнообразных полос на белом фоне, Union Jack в углу и пальма с короной на другой половине флага                                                                             |
|      | 1982 — | Флаг Гибралтара                                                                                              | Белый флаг с красными полосами внизу, в Центре красная трёхбашенная крепость с золотым ключом                                                                                        |
|      | 1958 — | Флаг Каймановых островов                                                                                     | Blue Ensign с гербом Каймановых островов (Черепаха, Ананас, английский лев, 3 звезды, синие волнистые линии и девиз: HE HATH FOUNDED IT UPON THE SEAS)                               |
|      | 1909 — | Флаг Монтсеррата                                                                                             | Blue Ensign с гербом Монтсеррат (чёрный крест, с Девой, одетой в зелёное, которая держит арфу — на светло-сине-коричневом фоне)                                                      |
|      | 1984 — | Флаг Питкэрна                                                                                                | Blue Ensign с гербом Питкэрна |
|      | 1984 — | Флаг Острова Святой Елены                                                                                    | Blue Ensign с гербом острова Святой Елены (трёхмачтовый Парусник с флагом в виде английского георгиевского креста на зелёной воде перед крутыми скалистыми берегами и птицей сверху) |
|      | 1968 — | Флаг островов Теркс и Кайкос                                                                                 | Blue Ensign с гербом островов Теркс и Кайкос (на жёлтом щите раковина, Рак и Кактус)                                                                                                 |
|      | 2002 — | Флаг Тристан-да-Куньи (часть владения Остров Святой Елены)                                                   | Blue Ensign с гербом Тристан-да-Кунья (рыбацкая лодка поверх морской короны, 4 альбатроса на щите, окруженные двумя раками и девизом: Our faith is our strength')                    |
|      | 1948 — | Флаг Фолклендских островов                                                                                   | Blue Ensign с гербом Фолклендских островов (баран, сине-белые волнистые линии, парусник и девиз: Desire the right)                                                                   |
|      | 1948 — | Торговый флаг Фолклендских островов                                                                          | Red Ensign с гербом Фолклендских островов |
|      | 1948 — | Флаг губернатора Фолклендских островов                                                                       | Union Jack с увенчанным гербом Фолклендских островов в центре |
|      | 1985 — | Флаг Южной Георгии и Южных Сандвичевых Островов                                                              | Blue Ensign с гербом Южной Георгии и Южных Сандвичевых Островов |

## Служебные и торговые флаги
| Флаг | Дата   | Применение                                              | Описание |
| ---- | ------ | ------------------------------------------------------- | --- |
|      | 1801 — | Blue Ensign — Служебный морской флаг(с 1864 г.)         | Union Jack в углу на синем фоне. Синий цвет фона совпадает с синим цветом Union Jack. |
|      | 1801 — | Red Ensign — Торговый флаг (с 1864)                     | Union Jack в углу на красном фоне. Красный цвет фона совпадает с красным цветом Union Jack. |
|      | 1801 — | White Ensign — Военно-морской флаг                      | Union Jack в углу на флаге Англии. |
|      |        | Флаг британской армии                                   | Корона со львом на двух скрещённых мечах на красном фоне. |
|      | 1921 — | Флаг Королевских военно-воздушных сил Великобритании    | Union Jack в углу на синем фоне. Синий цвет фона светлее синего цвета Union Jack. На половине флага изображена кокарда (Три концентрических круга. Внешний — синий, средний — белый и центральный — красный) британских ВВС в качестве герба. |
|      |        | Флаг гражданского воздушного флота                      | Union Jack в углу на синем фоне. Синий цвет фона светлее синего цвета Union Jack. В центре флага расположен напоминающий флаг Англии синий георгиевский крест в белым обводом. Синий цвет креста совпадает с синим цветом Union Jack.         |
|      |        | Флаг службы гражданской обороны                         | Union Jack в углу на жёлтом фоне. Нижняя правая часть флага окрашена в синий цвет Union Jack. |
|      |        | Флаг лоцманов                                           | Union Jack с белым обводом. |
|      |        | Флаг Лорд-Лейтенанта                                    | Union Jack с короной и мечом |
|      |        | Флаг вспомогательного флота (вспомогательных судов ВМФ) | Blue Ensign с золотым якорем в правой части. |
|      |        | Флаг британских консульств                              | Union Jack с золотой короной в центре. |

## Королевские штандарты (Флаги королевской семьиВиндзоров)
| Флаг | Дата   | Владение                                                | Описание |
| ---- | ------ | ------------------------------------------------------- | --- |
|      | 1826 — | Королевский Штандарт Англии, Северной Ирландии и Уэльса | В верхнем левом и нижнем правом углах герб Англии, в нижнем левом углу герб Северной Ирландии, в верхнем правом углу герб Шотландии. |
|      | 1826 — | Королевский Штандарт Великобритании в Шотландии         | В верхнем левом и нижнем правом углах герб Шотландии, в нижнем левом углу герб Северной Ирландии, в верхнем правом углу герб Англии. |
|      | 1762 — | Королевский Штандарт Шотландии                          | По центру, на золотом поле геральдический, червленый атакующий лев на золотом поле, окруженный червленой двойной каймой с лилиями.   |

### Флаги королевыЕлизаветы II
| Флаг | Дата      | Часть содружества                                      | Описание |
| ---- | --------- | ------------------------------------------------------ | --- |
|      | 1962–2022 | Королевский Штандарт Австралии                         | Шесть полей флага содержат символы штатов (по часовой стрелке) Новый Южный Уэльс, Виктория, Квинсленд, Южная Австралия, Западная Австралия и Тасмания. В центре семиконечная звезда с коронованной буквой E в середине.                                    |
|      | 1966–2022 | Королевский Штандарт Ямайки                            | Флаг Англии, с золотым ананасом в четырёх концах креста и золотой, овитой розами коронованной буквой E в центре. |
|      | 1962–2022 | Королевский Штандарт Канады                            | В верхних двух третях флага изображён королевский штандарт Англии, за исключением того, что один из гербов англии заменён на французскую лилию. Нижняя треть содержит три красных листка клёна на белом фоне. В центре овитая розами коронованная буква E. |
|      | 1962–2022 | Королевский Штандарт Новой Зеландии                    | Чётыре поля, разделённые посередине белой полосой. В центре овитая розами коронованная буква E с кораблями сверху и снизу. На полях (по часовой стрелке): Южный Крест, золотое Руно, золотой сноп и два перекрещённых золотых молота.                      |
|      | 1952–2022 | Королевский Штандарт прочих Владений Содружества наций | Овитая розами коронованная буква E на синем фоне. |

### Исторические королевские штандарты
| Флаг | Дата      | Содружество владений                    | Описание |
| ---- | --------- | --------------------------------------- | --- |
|      | 1406—1603 | Флаг Тюдоров                            | Герб Англии, разделённый на четыре части штандартом короля Франции лилией, представляющий претензии на французский трон.                               |
|      | 1966—2021 | Королевский Штандарт Барбадоса          | Жёлтый флаг с фиговым деревом с синими листьями, окруженный двумя цветами в верхнем левом и верхнем правом углах и с коронованной буквой E в середине. |
|      | 1961—1971 | Королевский Штандарт Сьерра-Леоне       | |
|      | 1962—1976 | Королевский Штандарт Тринидада и Тобаго | |
|      | 1964—1974 | Королевский Штандарт Мальты             | |

## Региональные и неофициальные флаги
| Флаг | Дата                        | Регион | Описание                                                        |
| ---- | --------------------------- | --- | --------------------------------------------------------------- |
|      |                             | Флаг Святого Давида — исторический флаг Северного Уэльса (современный Уэльс). Валлийский национальный символ                                            | Жёлтый георгиевский крест на чёрном фоне.                       |
|      |                             | Флаг Святого Пирана — исторический флаг Западного Уэльса (п-ов Корнуолл) и официальный флаг современного графства Корнуолл. Происходит от флага Бретани | Белый георгиевский крест на чёрном фоне.                        |
|      |                             | Флаг графства Девон | Белый георгиевский крест с чёрным обрамлением на зелёном фоне.  |
|      |                             | Флаг Лондонского Сити | Флаг Англии с красным вертикальным мечом в верхнем левом углу.  |
|      | 2007 —                      | Флаг Оркнейских островов (до этого неофициально использовался другой флаг)                                                                              | Синий скандинавский крест с жёлтым обрамлением на красном фоне. |
|      | 1969 — с 2005 г. официально | Флаг Шетландских островов | Белый скандинавский крест на синем фоне.                        |

## Флаг Содружества Наций (Commonwealth of Nations)
| Флаг                                | Дата        | Организация            | Описание                                                             |
| ----------------------------------- | ----------- | ---------------------- | -------------------------------------------------------------------- |
| Flag of the Commonwealth of Nations | 2013 —      | Флаг Содружества наций | Синий флаг с глобусом в центре, окруженным стилизированной буквой C. |
| Flag of the Commonwealth of Nations | 1976 — 2013 | Флаг Содружества наций | Синий флаг с глобусом в центре, окруженным стилизированной буквой C. |

## Исторические флаги

### Исторические флаги Соединённого королевства и его членов
| Флаг | Дата                 | Предназначение                                                                                                | Описание |
| ---- | -------------------- | --- | --- |
|      | 1606—1649            | Флаг английских королевских ВМС и неофициальный флаг Англии и Шотландии, находившихся в личной унии.          | Комбинация из Шотландского и Английского флагов. |
|      | 1649—1651            | Первый флаг Английского Содружества                                                                           | С левой стороны флаг Англии, с правой стороны ирландский национальный флаг — арфа на синем фоне.                                                          |
|      | 1651—1658, 1658—1659 | Второй флаг Английского Содружества, первый флаг Содружества Англии, Шотландии и Ирландии во времена Кромвеля | В верхнем левом углу и нижнем правом углу — красный английский георгиевский крест, в нижнем левом и верхнем правом — белый шотландский андреевский крест. |
|      | 1658—1659            | Второй Флаг Содружества Англии, Шотландии и Ирландии                                                          | Комбинация из Шотландского, Английского флагов и ирландской арфы.                                                                                         |
|      | 1620—1707            | Английский Blue Ensign                                                                                        | Синий флаг с флагом Англии в верхнем левом углу. |
|      | 1707—1801            | Британский Blue Ensign                                                                                        | Синий флаг с первой версией Union Jack в верхнем левом углу.                                                                                              |
|      | 1620—1707            | Английский Red Ensign                                                                                         | Красный флаг с флагом Англии в верхнем левом углу. |
|      | 1634—1707            | Шотландский Red Ensign                                                                                        | Красный флаг с флагом Шотландии в верхнем левом углу. |
|      | 1707—1801            | Британский Red Ensign                                                                                         | Красный флаг с первой версией Union Jack в верхнем левом углу                                                                                             |
|      |                      | Традиционный флаг Шотландии                                                                                   | Белый андреевский крест на небесно-голубом фоне (более светлом, чем в настоящее время)                                                                    |
|      |                      | Крест Святого Патрика. Флаг Ирландии до независимости                                                         | Красный андреевский крест на белом фоне (с 1801 г. часть Union Jack)                                                                                      |
|      | 1924—1973            | Флаг красной руки Ольстера Флаг Северной Ирландии (в настоящий момент неофициальный флаг северных роялистов)  | Флаг Англии с шестиконечной коронованной звездой в центре, заключающей в себе красную правую руку.                                                        |
|      |                      | Флаг провинции Коннахт (Ирландия)                                                                             | С левой стороны половина чёрного орла на белом фоне, с правой стороны белая рука с белым кинжалом на синем фоне.                                          |
|      |                      | Флаг провинции Ольстер (Ирландия)                                                                             | Красный георгиевский крест на жёлтом фоне, в центре белый щит с красной правой рукой в середине.                                                          |
|      |                      | Флаг провинции Ленстер (Ирландия)                                                                             | Золотая ирландская арфа на тёмно-зелёном фоне. |
|      |                      | Флаг провинции Манстер (Ирландия)                                                                             | 3 Золотые короны на синем фоне. |
|      |                      | Флаг четырёх ирландских провинций                                                                             | По часовой стрелке флаг Ольстера, Манстера, Коннахта, Ленстера.                                                                                           |
|      | 1801—1922            | Флаг Лорд-Лейтенанта Ирландии                                                                                 | Union Jack с ирландской арфой в центре. |

### Исторические флаги Британской Ост-Индской компании
| Флаг | Дата      | Предназначение                                                            | Описание                                                                          |
| ---- | --------- | ------------------------------------------------------------------------- | --------------------------------------------------------------------------------- |
|      | 1600—1707 | Флаг Британской Ост-индской компании                                      | Пять красных горизонтальных полос на белом фоне с флагом Англии в углу.           |
|      | 1707—1801 | Флаг Британской Ост-индской компании после объединения Англии и Шотландии | Семь тёмно-красных горизонтальных полос на белом фоне с первым Union Jack в углу. |
|      | 1801—1858 | Флаг Британской Ост-индской компании после присоединения Ирландии         | Семь тёмно-красных горизонтальных полос на белом фоне с Union Jack в углу.        |

### Исторические колониальные флаги Британской империи
| Флаг | Дата        | Колония                                                                                               | Описание |
| ---- | ----------- | --- | --- |
|      | 1821—1888   | Колониальный флаг Британской западной Африки (в настоящее время Гамбия, Гана, Нигерия и Сьерра-Леоне) | Blue Ensign с гербом Британской западной Африки (Слон на жёлтом песке перед зелёными горами и зелёной пальмой, внизу красными буквами: «West Africa») |
|      | 1885—1958   | Флаг колонии Барбадос                                                                                 | |
|      | 1893—1920   | Флаг Виту                                                                                             | Red Ensign с Британским флагом в центре |
|      | 1888—1965   | Колониальный флаг британской Гамбии                                                                   | Blue Ensign с гербом британской Гамбии (Слон на жёлтом песке перед зелёными горами и зелёной пальмой, внизу красными буквами: «G.») |
|      | 1937—1979   | Колониальный флаг Гильбертовых островов и островов Эллис (в настоящее время Кирибати и Тувалу)        | Blue Ensign с гербом Гильбертовых островов и островов Эллис, который после 1979 идентичен гербу Кирибати с изменённым девизом. (светло-жёлтая птица Фрегат над восходящим солнцем, снизу шесть бело-голубых волнистых полос) |
|      | 1888—1957   | Колониальный флаг колонии Золотой берег (в настоящее время Гана)                                      | Blue Ensign с гербом Золотого берега (похож на герб Британской западной Африки, снизу надпись: «G. C.») |
|      | 1875 — 1903 | Колониальный флаг Гренады                                                                             | Blue Ensign с гербом Гренады |
|      | 1903 — 1967 | Колониальный флаг Гренады                                                                             | Blue Ensign с гербом Гренады (деревянный корабль с белыми парусами на синем море, перед коричневым побережьем и синим небом) |
|      | 1875—1906   | Колониальный флаг Британской Гайаны (в настоящее время Гайана)                                        | |
|      | 1906—1954   | Колониальный флаг Британской Гайаны (в настоящее время Гайана)                                        | Blue Ensign с гербом Британской Гайаны (белый круг со светло-голубым щитом и парусником) |
|      | 1954—1966   | Колониальный флаг Британской Гайаны (в настоящее время Гайана)                                        | |
|      | 1870—1876   | Колониальный флаг Гонконга                                                                            | Blue Ensign с гербом Гонконга (коронованные чёрные буквы H.K. на белом кресте) |
|      | 1876—1955   | Колониальный флаг Гонконга                                                                            | Blue Ensign с гербом Гонконга (в круге, гавань с коричневой землёй, тремя людьми в традиционной китайской одежде и тремя жёлтыми торговыми посылками, сверху синее море с джонкой и английским парусником, на заднем плане зелёные горы и синее небо с белыми облаками)                                                                                                 |
|      | 1955—1959   | Колониальный флаг Гонконга                                                                            | Blue Ensign с гербом Гонконга (похож на предыдущий: коричневый берег, 3 человека, 2 корабля на море и на заднем плане коричневые горы) |
|      | 1959—1997   | Колониальный флаг Гонконга                                                                            | Blue Ensign с гербом Гонконга (белый круг, сверху щит с золотой короной на красном фоне и двумя золотыми джонками снизу, под этим на синем фоне имя колонии Hong Kong, в качестве держателей надписи слева золотой коронованный лев, справа китайский дракон. |
|      | 1858—1947   | Колониальный флаг Британской Индии                                                                    | Blue Ensign с гербом Британской Индии |
|      | 1815—1864   | Флаг Ионической республики                                                                            | |
|      | 1868—1921   | Флаг Канады с 1868 г.                                                                                 | |
|      | 1921—1957   | Флаг Канады с 1921 г.                                                                                 | |
|      | 1957—1964   | Колониальный и с 1931 г. Государственный флаг Канады                                                  | Red Ensign с гербом Канады (Сверху по часовой стрелке: 3 английских льва, 1 шотландский, 3 золотых Лилии на синем фоне, золотая ирландская арфа на синем фоне, снизу 3 красных листа клёна на белом фоне) |
|      | 1875—1910   | Флаг Капской колонии (позже Капской провинции в Южной Африке)                                         | Blue Ensign с гербом Капской колонии |
|      | 1921—1963   | Колониальный флаг Кении                                                                               | Blue Ensign с гербом Кении (стоящий красный лев в белом круге) |
|      | 1922—1960   | Колониальный флаг Кипра                                                                               | Blue Ensign с гербом Кипра (два красных английских льва) |
|      | 1914—1953   | Колониальный флаг Малави                                                                              | Blue Ensign с гербом Малави (сверху восходящее золотое солнце перед синим небом, в середине золотой лев на белом фоне) |
|      | 1953—1963   | Колониальный флаг Малави                                                                              | Blue Ensign с гербом Малави (сверху восходящее золотое солнце, в середине красный английский лев, снизу 6 чёрных вертикальных линий на белом фоне) |
|      | 1875—1898   | Колониальный флаг Мальты                                                                              | |
|      | 1898—1923   | Колониальный флаг Мальты                                                                              | Blue Ensign с гербом Мальты в белом круге (Щит поделён вертикально пополам: слева белый, справа красный) С 1921 г. торговым флагом является Red Ensign с гербом в белом круге. |
|      | 1923—1943   | Колониальный флаг Мальты                                                                              | Blue Ensign с гербом Мальты |
|      | 1943—1964   | Колониальный флаг Мальты                                                                              | Blue Ensign с гербом Мальты в белом круге (Щит поделён вертикально пополам: слева белый, справа красный, в левом верхнем углу щита белый георгиевский крест на синем фоне). Торговым флагом является соответствующий Red Ensign. |
|      | 1906—1923   | Колониальный флаг Маврикия                                                                            | Blue Ensign с гербом Маврикия в белом круге. |
|      | 1923—1968   | Колониальный флаг Маврикия                                                                            | Blue Ensign с гербом Маврикия |
|      | 1914—1960   | Колониальный флаг Нигерии                                                                             | Blue Ensign с гербом Нигерии (красный круг с зелёной звездой Давида и зелёной короной в центре) |
|      | 1939—1953   | Колониальный флаг Северной Родезии (в настоящее время Замбия)                                         | Blue Ensign с гербом Северной Родезии (золотой орёл на синем фоне, снизу 7 вертикальных белых волнистых линий на чёрном фоне) |
|      | 1946—1963   | Колониальный флаг Саравака                                                                            | Blue Ensign с гербом Саравак (жёлтый фон, в центре георгиевский крест, справа красный, слева чёрный, в центре золотая корона) |
|      | 1962 —      | Колониальный флаг Уганды                                                                              | Blue Ensign с гербом Уганды (В круге Королевский журавль на зелёном фоне с синим небом) |
|      | 1930—1970   | Колониальный флаг Фиджи                                                                               | Blue Ensign с гербом Фиджи (Шлюпка над английским львом, держащим в лапах кокосовый орех, снизу белый щит, поделённый на четыре части георгиевским крестом. В четырёх углах начиная слева сверху (по часовой стрелке): Сахарный тростник, пальма, банановая гроздь и голубь мира. Щит держат два воина-аборигена, одетые в фартуки — правый с дубиной, левый с копьём.) |
|      | 1876—1925   | Колониальный флаг Фолклендских островов                                                               | Blue Ensign с гербом Фолклендских островов (Круг. На переднем плане зелёное поле с коровой, на среднем плане Фолклендский пролив с кораблём Desire, на заднем плане побережье.) |
|      | 1928—1948   | Колониальный флаг Фолклендских островов                                                               | Blue Ensign с гербом Фолклендских островов (разделённый наискось, слева внизу коричневый морской лев на жёлтом фоне, справа вверху половина корабля Desire, всё окружено девизом: Desire The Right) |
|      | 1815—1948   | Флаг Британского Цейлона                                                                              | |
|      | 1953—1963   | Колониальный флаг Центральноафриканской федерации (в настоящее время: Зимбабве, Замбия и Малави)      | Blue Ensign с гербом Центральноафриканской федерации (восходящее золотое солнце перед синим небом, позади красный английский лев, снизу семь вертикальных белых линий на чёрном фоне) |
|      | 1976—1978   | Колониальный флаг островов Эллис (сегодня: Тувалу)                                                    | Blue Ensign с гербом островов Эллис, идентичным современному гербу Тувалу. (Золотой щит, окружённый восемью ракушками и банановыми листьями с хижиной под синим небом на зелёной земле. Под этим четыре волнистые линии.) |
|      | 1910—1912   | Колониальный флаг Южной Африки (до 1951 г. торговый флаг)                                             | Red Ensign с гербом Южной Африки |
|      | 1912—1928   | Колониальный флаг Южной Африки                                                                        | Red Ensign c гербом Южной африки в белом круге |
|      | 1937—1963   | Колониальный флаг Южного Йемена                                                                       | Blue Ensign с гербом Южного Йемена (синий круг, белые волны на переднем плане, 2 корабля Дау на среднем плане, позади зелёная скала) |
|      | 1924—1953   | Колониальный флаг Южной Родезии (в настоящее время Зимбабве)                                          | Blue Ensign с гербом Южной Родезии (Щит с красным львом на белом фоне вверху и золотой кирки на синем фоне внизу) |
|      | 1964—1968   | Колониальный флаг Южной Родезии                                                                       | как и флаг 1924—1953 гг., только с более светлым синим цветом полотна. |
|      | 1875—1906   | Колониальный флаг Ямайки                                                                              | |
|      | 1906—1957   | Колониальный флаг Ямайки                                                                              | |
|      | 1957—1962   | Колониальный флаг Ямайки                                                                              | |
|      | 1962        | Колониальный флаг Ямайки                                                                              | Blue Ensign с гербом Ямайки (на белом круге Щит с красным георгиевским крестом. В каждом из концов креста и в центре по ананасовуму плоду, щит держат слева индеец с корзиной ананасов, справа индеец в копьём. Над щитом золотая каска и крокодил. Девиз: Out Of Many, One People)                                                                                     |

### Флаги губернаторов колоний
| Флаг | Дата      | Предназначение                              | Описание                                                        |
| ---- | --------- | ------------------------------------------- | --------------------------------------------------------------- |
|      | 1821—1888 | Флаг губернатора Британской западной Африки | Union Jack с гербом Британской западной Африки в центре.        |
|      | 1888—1965 | Флаг губернатора Британской Гамбии          | Union Jack с гербом британской Гамби в центре.                  |
|      | 1959—1997 | Флаг Губернатора Гонконга                   | Union Jack c гербом Гонконга.                                   |
|      | 1885—1947 | Флаг Вице-короля Индии                      | Union Jack с гербом Британской Индии в центре и короной сверху. |
|      | 1921—1922 | Флаг Вице-короля Ирландии                   |                                                                 |
|      | 1875—1898 | Флаг Губернатора Мальты                     |                                                                 |
|      | 1898—1943 | Флаг Губернатора Мальты                     |                                                                 |
|      | 1943—1964 | Флаг Губернатора Мальты                     |                                                                 |
|      | 1924—1973 | Флаг губернатора Северной Ирландии          |                                                                 |
|      | 1875—1948 | Флаг губернатора Британского Цейлона        |                                                                 |
|      | 1875—1906 | Флаг Губернатора Ямайки                     |                                                                 |
|      | 1906—1957 | Флаг Губернатора Ямайки                     |                                                                 |
|      | 1957—1962 | Флаг Губернатора Ямайки                     |                                                                 |
|      | 1962      | Флаг Губернатора Ямайки                     |                                                                 |

## Флаги других государств и их частей, базирующиеся на британском флаге

### Австралия(Commonwealth of Australia)

#### Государственные и служебные флаги
| Флаг | Дата   | Предназначение                 | Описание |
| ---- | ------ | ------------------------------ | --- |
|      | 1908 — | Государственный флаг Австралии | Blue Ensign с Южным крестом, состоящим из 4 белых семиконечных и одной пятиконечной звёзд в правой части флага и одной большой семиконечной звезды в нижней левой части флага. |
|      | 1908 — | Торговый флаг Австралии        | Версия флага, базирующаяся на Red Ensign |
|      |        | Флаг австралийских ВМС         | Версия флага, базирующаяся на White Ensign (Белый стяг, Union Jack в углу, синие звёзды)                                                                                       |

#### Флаги штатов Австралии
| Флаг | Дата   | Штат                      | Описание |
| ---- | ------ | ------------------------- | --- |
|      | 1877 — | Флаг Виктории             | Blue Ensign с коронованным Южным крестом в правой части |
|      | 1875 — | Флаг Западной Австралии   | Blue Ensign с гербом Западной Австралии в правой части (золотой круг с чёрным лебедем)                                                                                    |
|      | 1876 — | Флаг Квинсленда           | Blue Ensign с гербом Квинсленда в правой части (белый круг с синим мальтийским крестом, в центре красно-золотая корона)                                                   |
|      | 1876 — | Флаг Нового Южного Уэльса | Blue Ensign с гербом Нового Южного Уэльса в правой части (белый круг с георгиевским крестом в центре, в концах креста по золотой звезде, в центре золотой английский лев) |
|      | 1876 — | Флаг Тасмании             | Blue Ensign с гербом Тасмании в правой части (белый круг с красным львом)                                                                                                 |
|      | 1904 — | Флаг Южной Австралии      | Blue Ensign гербом Южной Австралии в правой части (золотой круг с ненастоящей птицей с распростёртыми крыльями)                                                           |

#### Исторические австралийские флаги по британскому образцу
| Флаг | Дата       | Предназначение                                                                | Описание                                                                                                 |
| ---- | ---------- | ----------------------------------------------------------------------------- | --- |
|      | около 1823 | Государственный колониальный флаг Австралии                                   | Красный георгиевский крест на белом фоне с четырьмя звёздами в рукавах (примерное описание)              |
|      | после 1831 | Флаг Нового южного Уэльса, позже Флаг австралийской федерации (неофициальный) | По типу White Ensign с синим георгиевским крестом и пятью белыми звёздами — 4 в рукавах, одной в центре. |
|      | после 1851 | Флаг Антитранспортной лиги                                                    | Blue Ensign с 5 золотыми звёздами в правой части.                                                        |

### Фиджи
см. также выше: Исторические колониальные флаги империи 

#### Государственные и служебные флаги
| Флаг | Дата   | Предназначение                 | Описание |
| ---- | ------ | ------------------------------ | --- |
|      | 1970 — | Государственный флаг Фиджи     | Blue Ensign с заметно более светлым полотнищем и гербом Фиджи в правой части (сверху британский лев, нижняя часть разделена георгиевским крестом: сахарный тростник, пальма, голубь мира и банановая гроздь в углах) |
|      |        | Торговый флаг Фиджи            | Red Ensign с гербом Фиджи |
|      |        | Служебный флаг Фиджи           | Blue Ensign(тёмно-синий, совпадающий с синим Union Jack с гербом Фиджи. |
|      |        | Флаг ВМС Фиджи                 | Версия на основе White Ensign без георгиевского креста) с гербом Фиджи. |
|      |        | Флаг гражданской авиации Фиджи | светло-голубой флаг, поделённый тёмно-синим георгиевским крестом с белым обводом, в углуUnion Jack и на правом рукаве креста герб Фиджи.                                                                             |

### Индия
см. также выше: Исторические колониальные флаги империи 

#### Служебные флаги
| Флаг | Дата | Предназначение               | Описание |
| ---- | ---- | ---------------------------- | --- |
|      |      | Служебный морской флаг Индии | Blue Ensign с флагом Индии вместо Union Jack и золотым якорем в правой части |
|      |      | Торговый флаг Индии          | Red Ensign с флагом Индии вместо Union Jack |
|      |      | Военно-морской флаг Индии    | White Ensign с флагом Индии вместо Union Jack |
|      |      | Флаг ВВС Индии               | Флаг Индии в углу на светло-голубом полотнище. В правой части кокарда (Три концентрических круга: внешний цвета шафрана, средний — белый и внутренний — зелёный) ВВС Индии в качестве герба. |

### Канада
см. также выше: Исторические колониальные флаги империи 

#### Флагипровинций и территорий Канады, базирующиеся на британском
| Флаг | Дата | Провинция                                   | Описание |
| ---- | ---- | ------------------------------------------- | --- |
|      |      | Флаг британской Колумбии (British Columbia) | Сверху Union Jack с короной в центре, под ним 3 синих волнистых линии на белом фоне с золотым восходящим солнцем |
|      |      | Флаг Манитобы                               | Red Ensign с гербом Манитобы в правой части (Герб с флагом Англии вверху и буйволом внизу)                       |
|      |      | Флаг Онтарио                                | Red Ensign с гербом Онтарио в правой части (Герб с флагом Англии вверху и тремя кленовыми листьями внизу.)       |

### Малави

#### Служебные флаги
| Флаг | Дата | Предназначение                | Описание |
| ---- | ---- | ----------------------------- | --- |
|      |      | Военно-морской флаг Малави    | White Ensign с флагом Малави вместо Union Jack и эмблемой флота в 4-й части                                                        |
|      |      | Служебный морской флаг Малави | Флаг поделённый синим георгиевским крестом с флагом Малави вместо Union Jack и эмблемой флота в 4-й части (аналогично Blue Ensign) |

### Новая Зеландия

#### Государственные и служебные флаги
| Флаг | Дата   | Предназначение                      | Описание |
| ---- | ------ | ----------------------------------- | --- |
|      | 1869 — | Государственный флаг Новой Зеландии | Blue Ensign с 4 красными звёздами в правой части флага, обведёнными белым и образующими Южный крест.                        |
|      |        | Торговый флаг Новой Зеландии        | Red Ensign с 4 белыми звёздами в правой части флага, образующими Южный крест.                                               |
|      |        | Флаг ВМС Новой Зеландии             | По типу White Ensign, Union Jack в углу на белом полотне, 4 красные звёзды в правой части по примеру государственного флага |

#### Флаги зависимых территорий
| Флаг | Дата   | Зависимая территория | Описание |
| ---- | ------ | -------------------- | --- |
|      | 1979 — | Флаг островов Кука   | Blue Ensign c 15 белыми звёздами, расположенными по кругу                                                                                 |
|      | 1975 — | Флаг Ниуэ            | Жёлтое полотно, Union Jack в углу с 4 золотыми звёздами в рукавах георгиевского креста и одной обведённой синим золотой Звездой в центре. |

### Южная Африка
см. также выше: Исторические колониальные флаги империи 

#### Бывший государственный флаг
| Флаг | Дата      | Предназначение                                                                      | Описание |
| ---- | --------- | ----------------------------------------------------------------------------------- | --- |
|      | 1928—1994 | Исторический флаг Южно-Африканского Союза (1910—1961) и Южно-Африканской Республики | Вариант флага Нидерландов, 3 горизонтальные полосы, оранжевый, белый и синий, в качестве герба в центре Union Jack, затем поперёк флаг Оранжевой республики и флаг Трансвааля |

### Тувалу
см. также выше: Исторические колониальные флаги империи 

#### Государственный флаг
| Флаг | Дата             | Предназначение | Описание                                                                    |
| ---- | ---------------- | -------------- | --------------------------------------------------------------------------- |
|      | 1978—1995 1997 — | Флаг Тувалу    | На основе Blue Ensign со светло-синим полотнищем и девятью жёлтыми звёздами |

### США
| Флаг | Дата      | Предназначение                           | Описание                                                                                  |
| ---- | --------- | ---------------------------------------- | ----------------------------------------------------------------------------------------- |
|      | 1775—1777 | Исторический флаг США (Grand Union Flag) | 7 красных и 6 белых полосок со старым Union Jack в углу                                   |
|      | 1816 —    | Флаг штата Гавайи                        | 8 горизонтальных полос попеременного белого, красного и синего цвета и Union Jack в углу. |

## Проект объединённого флага Британской империи
Проект был опубликован в 1902 году, он представляет собой флаг Англии, в крыже которого размещён флаг Великобритании, а остальные четверти заняты гербами Южно-Африканского Союза, Канады и Австралии, Новая Зеландия представлена звёздами на красных полосах, а Британская Индия — Орденом Звезды Индии в центре. Флаг не имел официального статуса, ограниченно использовался в межвоенный период.
| Флаг | Дата      | Описание                                            |
| ---- | --------- | --------------------------------------------------- |
|      | 1910-1921 | Первоначальный вид флага                            |
|      | 1921      | Австралийский вариант с венком вокруг герба Канады. |
|      | 1921-1930 | Изменён герб Канады                                 |
|      | 1930-     | Обновленный герб Южной Африки                       |